# Leopoldsdorfer Bruch
Das Leopoldsdorfer Bruchsystem ist eine Serie geologischer Brüche am Westrand des Wiener Beckens.
Das Bruchsystem verläuft etwa Nord-Süd und beginnt bei Leopoldsdorf knapp südlich von Wien, bis es nach etwa 40 Kilometern unter der Mitterndorfer Senke ausläuft. Die nördliche Fortsetzung ist der Bisambergbruch, der den westlichen Randbruch des Beckens bei der Wiener Pforte bildet und am Fuß des gleichnamigen Berges unter der Donau durchzieht.
Tektonisch ist der Leopoldsdorfer Bruch eine stark geneigte Trennfläche zwischen den Beckensedimenten und dem festen Untergrund des Wiener Beckens. An seiner steilsten Stelle hat er eine Sprunghöhe von 4000 bis 5000 Meter und trennt die Hochscholle von Oberlaa (wo auch Thermalwässer hochsteigen) vom Schwechater Tief, einer 6000 Meter tiefen Depression unter der Stadt Schwechat.
Das Wiener Becken ist insgesamt von einigen hundert Brüchen durchzogen, die eine alte Schwächezone der Erdkruste zwischen Ostalpen und Karpaten darstellen. Der Leopoldsdorfer Bruch ist nach dem Steinbergbruch, der etwas nördlicher sogar 6000 Meter Höhenunterschied hat, die zweitmächtigste dieser unterirdischen Verwerfungen.